# Chữ Brahmic
Các chữ Brahmic là một họ của hệ thống chữ viết abugida hoặc chữ cái. Chúng được sử dụng trên khắp tiểu lục địa Ấn Độ, Đông Nam Á và một phần của Đông Á, bao gồm cả Nhật Bản dưới dạng chữ Siddhaṃ. Chúng có nguồn gốc từ chữ Brahmi của Ấn Độ cổ đại, và được sử dụng ở các ngôn ngữ của một số họ ngôn ngữ: Ấn-Âu, Dravida, Tạng-Miến, Mongol, Nam Á, Austronesia và Ngữ chi Thái. Chúng cũng là nguồn cảm hứng để sắp xếp bảng chữ cái kana của tiếng Nhật Bản.

## Lịch sử
Chữ Brahmic xuất phát từ chữ Brahmi. Brahmi được chứng thực rõ ràng từ thế kỷ thứ 3 TCN dưới triều đại của Ashoka, người đã sử dụng chữ cho các sắc lệnh của đế quốc, nhưng có một số tuyên bố về sử thi trước đó được tìm thấy trên đồ gốm ở Nam Ấn Độ và Sri Lanka. Đáng tin cậy nhất trong số này là những dòng chữ Brahmi ngắn có niên đại từ thế kỷ thứ 4 TCN và được xuất bản bởi Coningham et al. (1996) . Chữ Bắc Brahmi đã phát sinh chữ Gupta trong thời kỳ Gupta, từ đó đa dạng hóa thành một số chữ thời Ấn Độ trung cổ. Các ví dụ đáng chú ý của các chữ thời trung cổ như vậy, được phát triển vào thế kỷ thứ 7 hoặc thứ 8, bao gồm chữ Nagari (Nāgarī), chữ Siddhaṃ và chữ Sharada.
Chữ Siddhaṃ đặc biệt quan trọng trong Phật giáo, vì nhiều kinh điển đã được viết bằng chữ đó. Nghệ thuật thư pháp Siddham tồn tại đến ngày nay tại Nhật Bản. Bản chất âm tiết và trật tự từ điển của hệ thống chữ kana hiện đại của văn bản Nhật Bản được cho là xuất phát từ các chữ ở Ấn Độ, rất có thể thông qua sự truyền bá của Phật giáo.
Chữ Nam Brahmi phát triển thành các chữ Halegannada (Kannada cổ), chữ Pallava và chữ Vatteluttu, lần lượt được đa dạng hóa thành các chữ khác nhau ở Nam Ấn Độ và Đông Nam Á.
Bhattiprolu là một trung tâm lớn của Phật giáo trong thế kỷ thứ 3 TCN và từ đó Phật giáo lan sang Đông Á. Chữ Telugu hiện tại có nguồn gốc từ chữ Bhattiprolu hoặc "chữ Telugu-Kannada" hoặc chữ Kadamba, còn được gọi là "chữ Telugu cổ", do sự giống nhau của nó.
Ban đầu, những thay đổi nhỏ đã được thực hiện mà bây giờ được gọi là Tamil Brahmi, có ít chữ cái hơn so với một số chữ Indic khác vì nó không có phụ âm đọc aspirate hoặc hữu thanh.

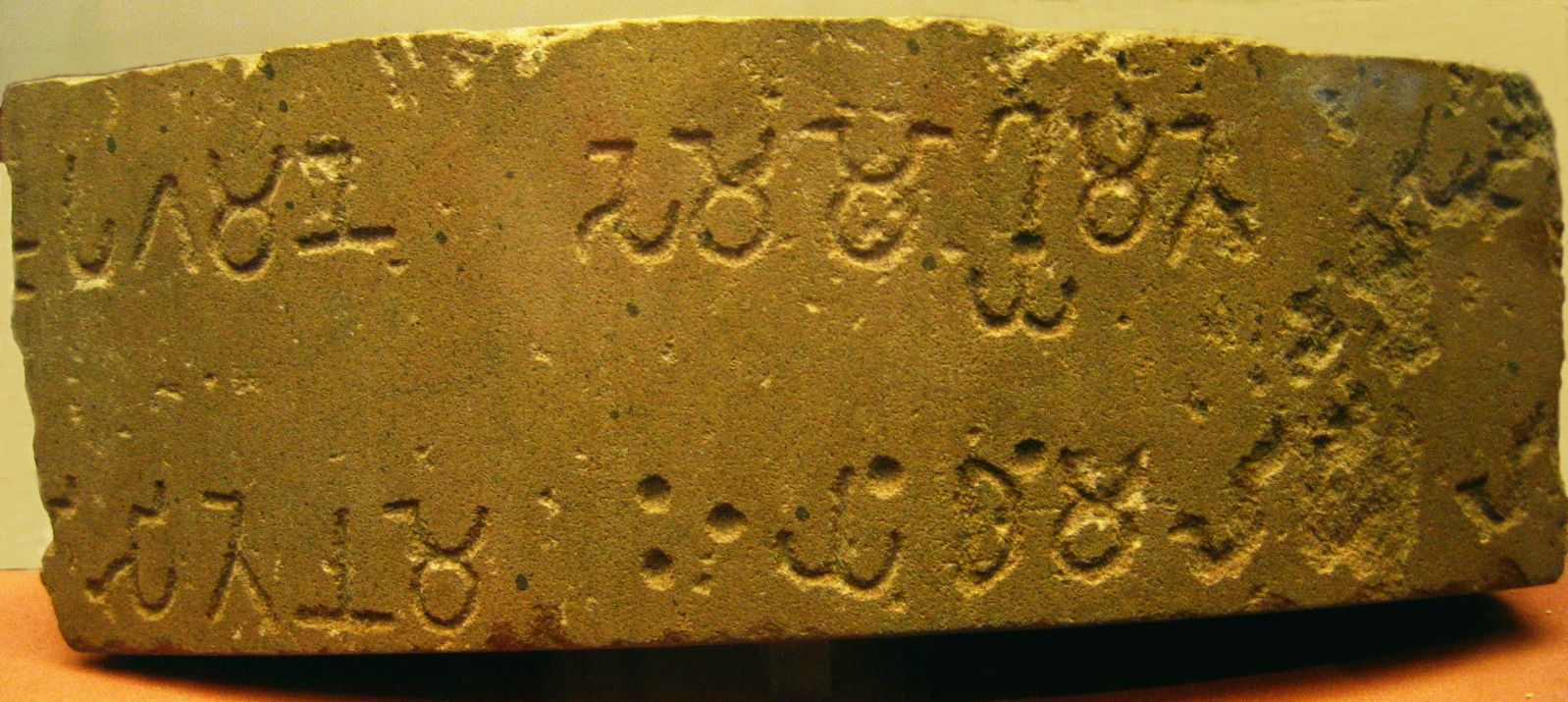
Một mảnh của sắc lệnh trụ cột thứ sáu của Ashoka, viết bằng chữ Brahmi, tổ tiên của tất cả các chữ Brahmic
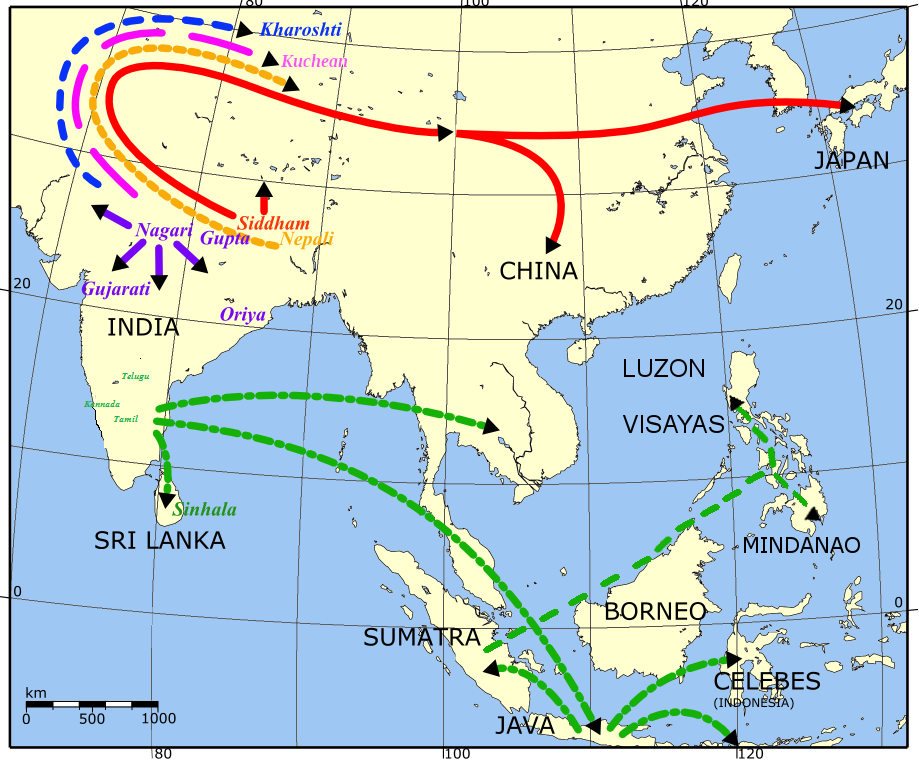
Lan truyền họ chữ Brahmic từ Ấn Độ